# Ingo Steinhöfel
Ingo Steinhöfel (ur. 29 maja 1967 w Plauen) – niemiecki sztangista reprezentujący także NRD, srebrny medalista olimpijski i trzykrotny medalista mistrzostw świata.

## Kariera
Pierwszy sukces w karierze osiągnął w 1987 roku, kiedy podczas mistrzostw świata w Ostrawie zdobył brązowy medal w wadze średniej. W zawodach tych wyprzedzili go jedynie dwaj reprezentanci Bułgarii: Borisław Gidikow i Aleksandyr Wyrbanow. Na rozgrywanych rok później igrzyskach olimpijskich w Seulu zajął drugie miejsce, za Gidikowem a przed Wyrbanowem. Następnie wywalczył brązowy medal w wadze lekkociężkiej na mistrzostwach świata w Atenach, przegrywając z kolejnymi dwoma Bułgarami: Kiriłem Kunewem i Płamenem Bratojczewem. Startował także na czterech kolejnych igrzyskach, zajmując między innymi piąte miejsce na igrzyskach olimpijskich w Barcelonie w 1992 roku i szóste na rozgrywanych cztery lata później igrzyskach w Atlancie. W 1994 roku zdobył srebrny medal w wadze średniej na mistrzostwach świata w Stambule, przegrywając tylko z Kubańczykiem Pablo Larą. Ponadto zdobył brązowy medal w wadze lekkociężkiej na mistrzostwach Europy w Atenach w 1989 roku oraz srebrny w wadze średniej na mistrzostwach Europy w Rijece.